# Лацкова
Лацкова (словац. Lacková) — село в Словаччині, Старолюбовняському окрузі Пряшівського краю. Розташоване в північно-східній частині Словаччини на східних схилах Списької магури недалеко кордону з Польщею.
Вперше згадується у 1408 році.
В селі є римо-католицький костел з 1908 року.

## Населення
| Рік:            | 1994. | 2004.   | 2014.   | 2024.   |
| --------------- | ----- | ------- | ------- | ------- |
| Кількість осіб: | 175   | 172     | 167     | 164     |
| Різниця:        |       | -1,71 % | -2,90 % | -1,79 % |

| Рік:            | 2023. | 2024.   |
| --------------- | ----- | ------- |
| Кількість осіб: | 158   | 164     |
| Різниця:        |       | +3,79 % |

У селі 167 мешканців.
Національний склад населення (за даними останнього перепису населення — 2001 року):
- словаки — 100,0 %

Склад населення за приналежністю до релігії станом на 2001 рік:
- римо-католики — 97,53 %,
- греко-католики — 0,62 %,